# Ett hederligt arbete
Ett hederligt arbete är en svensk dokumentärfilm från 2007 i regi av Helena Nygren som även producerade och skrev manus. Filmen premiärvisades den 21 september 2007 och visades av Sveriges Television året efter.